# Erica serratifolia
Erica serratifolia är en ljungväxtart som beskrevs av Gábor Gabriel Andreánszky. Erica serratifolia ingår i släktet klockljungssläktet, och familjen ljungväxter. Inga underarter finns listade i Catalogue of Life.